# Soneto 25
| «» Soneto 25 |
| --- |
| Let those who are in favour with their stars Of public honour and proud titles boast, Whilst I, whom fortune of such triumph bars Unlook'd for joy in that I honour most. Great princes' favourites their fair leaves spread But as the marigold at the sun's eye, And in themselves their pride lies buried, For at a frown they in their glory die. The painful warrior famoused for fight, After a thousand victories once foiled, Is from the book of honour razed quite, And all the rest forgot for which he toiled: Then happy I, that love and am beloved, Where I may not remove nor be removed. |
| –William Shakespeare |

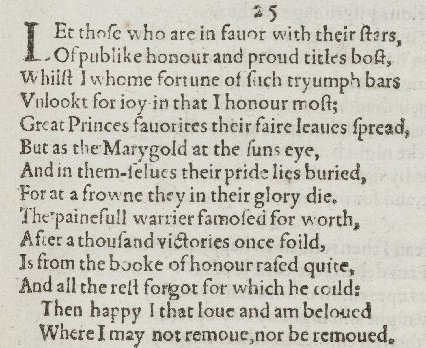
Soneto 25 é um dos 154 sonetos publicados por William Shakespeare.

Soneto 25 foi escrito por William Shakespeare e faz parte dos seus 154 sonetos.

## Traduções
Na tradução de Thereza Christina Rocque da Motta,
Deixa aqueles cuja sorte brilha nas estrelas
Gabarem-se das públicas e nobres honrarias,
Enquanto eu, impedido de tal fortuna,
Não procurei a alegria naquilo que mais prezava.
Dos príncipes os diletos espalham belas flores,
Mas como o mal-me-quer sob o sol,
E em si mesmos jaz enterrado seu orgulho,
Cuja glória fenece sob o mero olhar.
O esforçado guerreiro, notável por suas batalhas,
Após mil vitórias, ao perder uma delas,
Tem seu nome riscado do livro de honrarias,
E vê esquecido tudo por que lutou.
Feliz sou eu, que amo e sou amado,
De onde não me movo nem sou movido.